# István Láng
István Láng (hongarès: Láng István)  (Budapest, 1 de març de 1933 - 23 d'octubre de 2023) fou un compositor hongarès.

## Biografia
Nascut a Budapest, Láng va estudiar composició allà de 1950 a 1958 a l'Acadèmia de Música Franz Liszt, primer amb János Viski i després amb F. Szabó. Després de graduar-se, va treballar com a compositor autònom fins al 1966. Del 1966 al 1984 va ser assessor musical del Teatre de Titelles de l'Estat, i el 1973 va incorporar-se al personal de la branca de música de cambra de l'Acadèmia de Liszt. També va fer conferències com a convidat a la Universitat de Colorado el 1973, CNM a Ciutat de Mèxic el 1987, i a la Universitat de Nou Mèxic el 1988. Va ser secretari general de l'Associació de músics hongaresos entre 1978/90, va ser membre dels comitès executius de la "International Society for Contemporary Music" i del "International Music Council" (UNESCO) el 1984–87 i el 1989–93, respectivament.
Va ser dues vegades premiat amb el premi Erkel (el 1968 i el 1975), es va convertir en Artista del Mèrit el 1985 i ha obtingut el premi Bartók-Pásztori el 1994.

## Estil musical
En els seus primers treballs madurs, Láng va adoptar les tècniques serials que s'havien posat de moda a principis dels anys 60, mostrant la influència de Boulez i Schönberg, però tot i així gestionant una síntesi eficaç i eficaç d'aquests estils amb elements tradicionals hongaresos derivats de Bartók en tots els àmbits: melodia, harmonia, ritme i textura, una síntesi potser millor demostrada en les seves Variacions i Allegro (1965), que és una disposició d'una simfonia anterior. La seva música d'aquest període està marcada per una absorció amb el teatre, fins i tot en obres instrumentals de cambra i solistes, com Monodia per a clarinet, pensat per a escenaris o concerts. Altres obres importants dels anys seixanta són els dos primers quintets de vent (1963 i 1966), un ballet sobre Thomas Mann Mario i el mag (1962), i una Cantata de Cambra a les paraules del poeta Attila József (1962). Una altra característica de l'estil de Láng és l'ús de la forma cíclica i la seva música posterior tendeix a consistir en seqüències de moviments curts construïts a partir de petits motius, que ell anomena "microorganismes". Aquests trets es troben, per exemple, en el seu Segon Quintet de vent de 1966 i el tercer quartet de corda de 1978. Els moviments d'aquests treballs solen estar relacionats amb interludis en solitari improvisadors, com en el Segon Quartet de corda de 1969.
Tot i que Láng també va treballar breument amb música electrònica des del 1974 (Metamorfoses superficials), es va dedicar seriosament a aquest mitjà a principis de finals dels noranta, per exemple Esteledés (Nightfall, 1997), que utilitza electrònica en directe per manipular els sons d'una trompeta i Campana coreana. Obres més recents amb electrònica són el Capriccio metronomico per a cinta (2001), i la tercera Cantat de cambra, "No Man Is a Island", a paraules de John Donne (2001), per a soprano, cinc instruments i cinta.